# Peggy Cummins
Peggy Cummins (* 18. Dezember 1925 in Prestatyn, Denbighshire, Wales; † 29. Dezember 2017 in London;  gebürtig: Augusta Margaret Diane Fuller) war eine britische Schauspielerin in Film und Fernsehen, die zeitweise auch in Hollywood tätig war.

## Leben und Karriere
Peggy Cummins wurde 1925 im walisischen Prestatyn als Tochter irischer Eltern geboren. Ihre Mutter war die Schauspielerin Margaret Cummins (1889–1973). Sie lebte die ersten Jahre überwiegend in Dublin und wuchs später in London auf.  1940 gab sie ihr Filmdebüt in der britischen Produktion Dr. O’Dowd unter Regie von Herbert Mason. Ihr erster großer Film war English Without Tears von 1944 mit Michael Wilding und Lilli Palmer unter der Regie von Harold French.
1945 wurde Peggy Cummins von Darryl F. Zanuck, dem Chef der 20th Century Fox, nach Hollywood geholt. Sie drehte in den folgenden Jahren einige Filme in den USA; der bekannteste unter diesen ist der Film noir Gefährliche Leidenschaft, in dem sie an der Seite von John Dall eine jugendliche Kriminelle spielte. 1950 kehrte sie nach England zurück, um zu heiraten und wieder im britischen Filmgeschäft zu arbeiten. So spielte sie 1954 in der Komödie Liebeslotterie von Charles Crichton an der Seite von David Niven, 1957 neben Dana Andrews in Jacques Tourneurs Horrorfilm Der Fluch des Dämonen sowie im selben Jahr neben Stanley Baker in Cy Endfields Thriller Duell am Steuer.
Peggy Cummins’ Filmkarriere, die über 25 amerikanische und britische Kinofilme umspannte, endete 1961 mit der Komödie Alles dreht sich um den Hund neben Leslie Phillips. 1965 war sie in der Fernsehserie Summer Comedy Hour ein letztes Mal zu sehen. Sie lebte zuletzt in London, wo sie im Dezember 2017 im Kreise ihrer Familie mit 92 Jahren starb.

## Filmografie (Auswahl)
- 1940: Dr. O’Dowd
- 1944: English Without Tears
- 1947: The Late George Apley
- 1948: Green Grass of Wyoming
- 1949: Frauen im gefährlichen Alter (That Dangerous Age)
- 1950: Gefährliche Leidenschaft (Gun Crazy)
- 1950: Dämon Uran (My Daughter Joy)
- 1953: An der Straßenecke (Street Corner)
- 1954: Liebeslotterie (The Love Lottery)
- 1954: Das Millionenbaby (To Dorothy a Son)
- 1957: Duell am Steuer (Hell Drivers)
- 1957: Der Fluch des Dämonen (Night of the Demon)
- 1959: Der Luxus-Käpt’n (The Captain's Table)
- 1961: Alles dreht sich um den Hund (In the Doghouse)